# بوب ملايوي
بوب ملايوي هو نوع من موسيقى البوب روك يتأثر بإيقاعات الملايو. هناك نوعان من تيارات Pop Melayu بما في ذلك التصنيف المشهور في ماليزيا والآخر في إندونيسيا. حتى الآن، كان هناك العديد من المجموعات الموسيقية الشهيرة بهذا النوع.
أدى نجاح نوع Malay Pop في السيطرة على حصة السوق في إندونيسيا وماليزيا وبروناي بشكل عام إلى تغيير لون ترتيبات مجموعات موسيقى البوب التي كانت شائعة في الأصل.